# غودوي كروز
نادي ديبورتيفو غودوي كروز أنطونيو تومبا (بالإسبانية: Club Deportivo Godoy Cruz Antonio Tomba)، يعرف إختصارًا بنادي غودوي كروز هو نادي كرة قدم أرجنتيني يقع في مدينة غودوي كروز الواقعة في محافظة مندوزا، يشتهر نادي غودوي كروز بفريق كرة القدم، الذي يلعب في دوري الدرجة الأولى الأرجنتيني، وهو المستوى الأعلى في نظام دوريات كرة القدم في الأرجنتين.
يمارس نادي غودوي كروز بعض الرياضات الأخري مثل رياضة كرة السلة، وكرة اليد، والهوكي، وكرة المضرب، وكرة الطائرة.

## التاريخ
تأسس غودوي كروز في عام 1921، وظهرت فكرة النادي عندما اجتمع مجموعة من الأصدقاء في «فيكتوريا بار» (الواقعة مقابل ساحة الإدارات في ذلك التوقيت)، وقررو تأسيس نادٍ، مستفيدين من الازدهار في ذلك الزمن، وهكذا تأسس نادي سبورتيفو غودوي كروز في 1 يونيو 1921 تحت رئاسة دون روميرو جاراي.
تأسس النادي في 21 يونيو 1921 تحت اسم سبورتيفو غودوي كروز، وتغير إلى اسمه الحالي في 25 أبريل 1930 بعد الإندماج مع ديبورتيفو بوديجا أنطونيو تومبا. إنشئ ملعب فيليسيانو غامبارتي ملعب فريق غودوي كروز في عام 1959، ويلقب الملعب بلقب لا بوديجا، ويتسع الملعب لـ21 ألف متفرج.

شارك غودوي كروز في الدوري الإقليمي لعدة سنوات قبل أن يصل إلى المستوى الوطني. فاز النادي ببطولة دوري الدرجة الأولى في مندوزا في أعوام 1944، و1947، و1950، و1951، و1954، و1968 وأيضًا في عامي 1989 و 1990 التي أُهلت للعب في بطولة Torneo del Interior في المستوى الوطني.

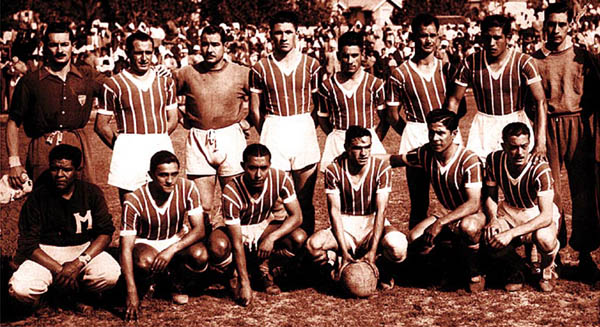
فريق غودوي كروز سنة 1954.

وصل غودوي كروز بعد فوزه Torneo del Interior في عام 1994 إلى دوري الدرجة الثانية ناسيونال (الدرجة الثانية الأرجنتينية) في ذلك العام. رقي النادي أخيرًا بعد أكثر من عشر سنوات في الدرجة الثانية إلى دوري الدرجة الأولى في عام 2006، وكان ذلك بعد فوزه في موسم 2005-06 من دوري الدرجة الثانية ناسيونال، حيث فاز في النهائي على نويفا شيكاغو.
سجل إنزو بيريز البالغ من العمر عشرين عامًا الهدف الأول لغودوي كروز في الدوري الأرجنتيني، عندما تعادل الفريق مع بلغرانو 1-1 في 9 سبتمبر 2006.
هبط غودوي كروز من الدرجة الأولى في نهاية موسم 2006-07، بعد أن خسر مباراة الصعود والهبوط من هوراكان. كانت إقامتهم في الدرجة الثانية قصيرة، حيث حصلوا على صعود إلى الدرجة الأولى بعد الانتهاء في الوصافة بعد نادي سان مارتين دي توكومان خلال موسم 2007-08.
تولي عمر أسد إدارة غودوي كروز خلال الكلاوسورا 2010، ويمكن إعتبار هذه نقطة تحول في نجاح النادي في المنافسات الرفيعة المستوى، حصل النادي على الجوائز من المشجعين والصحفيين الرياضيين على حد سواء، حققوا في تلك الق، بطولة أفضل مجموع نقاط على الإطلاحيث حصدوا على 37 نقطة، لفريق تابع بشكل غير مباشر للاتحاد الأرجنتيني لكرة القدم (أي الأندية الخاضعة لإدارة Consejo Federal (المجلس الاتحادي) فرع الاتحاد الأرجنتيني، وهي فرق خارج بوينس آيرس، بوينس آيرس الكبرى، روساريو وسانتا في)، هذه النتائج تؤهلهم لبطولة كوبا ليبرتادوريس 2011، وهي أول ظهور لهم في تلك البطولة.
يمكن اعتبار موسم دوري الدرجة الأولى الأرجنتيني 2017–18 الخاص بالنادي أفضل أداء للنادي في دوري الدرجة الأولى، حيث احتل المركز الثاني، بعد بداية غير منتظمة للموسم أدت إلى إقالة لوكاس بيرناردي واستبداله بالأوروغواي ماوريسيو لارييرا، كان غودوي كروز يقع في منتصف الجدول (المركز الثاني عشر بعد الجولة 12) في الدوري في ذلك الوقت، رقي المدرب دييغو دابوف إلى الفريق الأول، الذي كان يدرب الفريق الرديف منذ عام 2017. أعاد دابوف هيكلة 11 لاعب إلى وحدة فعالة للهجوم المضاد. على الرغم من أن النادي نادرا ما سيطر على إحصائيات الاستحواذ على المباراة، إلا أن «إل تومبا» جمعوا 56 نقطة في 27 مباراة لعبها. سجل المهاجم المتألق سانتياغو غارسيا 17 هدفا. فحصل على جائزة الهداف وجائزة أفضل مهاجم، فساعد ذلك الفريق علي الحصول 6 انتصارات متتالية (من الجولة 18 إلى 23) فكان ذلك غير مساعد لبوكا جونيورز الفائز باللقب، فكان بوكا غير قادر على حسم لقب الدوري حتى الجولة قبل الأخيرة، حيث كان البداية الغير االجيدة جودوي كروز في بداية الموسم وتعادل الجولة 24 خارج أرضه مع بانفيلد في اللحظات الأخيرة بعد الدقيقة 90 دقيقة + 3، عوامل رئيسية في إنهاء الدوري بفارق نقطتين فقط خلف نادي بوكا، حيث حصد بوكا على 58 نقطة.

## تصفيات بطولة أمريكا الجنوبية
غودوي كروز هو أول نادٍ في ميندوزا وخامس نادي تابع بشكل غير مباشر (للاتحاد الأرجنتيني لكرة القدم) يلعب في بطولات كونميبول.
كان الظهور الأول للنادي في كأس ليبرتادوريس في عام 2011، عندما شارك في المجموعة الثامنة، وضع النادي في مواجهة ثلاثية من أبطال ليبرتادوريس التاريخيين: إل. دي. يو. كيتو من الإكوادور الفائز في نسخة 2008، وبنيارول من أوروجواي بطل البطولة 5 مرات، وإنديبندينتي صاحب الرقم القياسي 7 مرات (أنجح ناد في تاريخ الكأس). كانت المباراة الافتتاحية في 17 فبراير 2011 ضد إل. دي. يو. كيتو، فاز نادي الفريق على أرضه بنتيجة 2-1، كانت لحظة تاريخية، أصبح غودوي كروز ثاني فريق منتسب بشكل غير مباشر على الإطلاق يمثل الأرجنتين في كوبا ليبرتادوريس (تأهل تاليريس دي كوردوبا إلى كوبا ليبرتادوريس 2002)، لكنه كان أول فريق يفوز بمباراته الأولى، خرح تومبا من دور المجموعات بعد ذلك.
ظهر النادي لأول مرة في بطولة كوبا سود أمريكانا 2011، شارك من الدور الثاني، هزم نادي لانوس بفضل الأهدف خارج الأرض (2-2 خارج الأرض / 0-0 على أرضه)، ووصل النادي حتى دور الـ16، وخسر في بيرو أمام نادي يونيفرسيتاريو في يوم 20 أكتوبر 2011 بركلات الترجيح (2-3؛ بعد تعادله في الذهاب والإياب 1-1).
لعب غودوي كروز ثاني بطولة كأس سود أمريكانا في عام 2014، خرج أمام نادي أتلتيكو ريفر بليت (بطل نسخة هذه البطولة) بعد إنتهاء مباراة الذهاب 0-1 والعودة 0-2. لعب تومبا للمرة الثالثة في تاريخها في بطولة كوبا ليبرتادوريس في عام 2017.
| الموسم | منافسة            | الدور           | النادي                 | ديار | خارج | المجموع       |
| ------ | ----------------- | --------------- | ---------------------- | ---- | ---- | ------------- |
| 2011   | كأس ليبرتادوريس   | الدور الثاني    | إل. دي. يو. كيتو       | 2-1  | 0-2  | الرابعة       |
| 2011   | كأس ليبرتادوريس   | الدور الثاني    | بنيارول                | 1-3  | 1-2  | الرابعة       |
| 2011   | كأس ليبرتادوريس   | الدور الثاني    | إنديبندينتي            | 1–1  | 3-1  | الرابعة       |
| 2011   | كوبا سوداميريكانا | الدور الثاني    | نادي لانوس             | 0–0  | 2-2  | 2–2 (أ.خ)     |
| 2011   | كوبا سوداميريكانا | دور الـ 16      | نادي يونيفرسيتاريو     | 1–1  | 1–1  | 2–2 (ض.ج 2-3) |
| 2012   | كأس ليبرتادوريس   | الدور الثاني    | أونيفرسيداد دي تشيلي   | 0-1  | 1-5  | الثالث        |
| 2012   | كأس ليبرتادوريس   | الدور الثاني    | أتلتيكو ناسيونال       | 4-4  | 2-2  | الثالث        |
| 2012   | كأس ليبرتادوريس   | الدور الثاني    | بينارول                | 1–0  | 2-4  | الثالث        |
| 2014   | كوبا سوداميريكانا | الدور الثاني    | ريفر بليت              | 0-1  | 0-2  | 0-3           |
| 2017   | كأس ليبرتادوريس   | مرحلة المجموعات | أتليتكو مينيرو         | 1–1  | 1-4  | الثاني        |
| 2017   | كأس ليبرتادوريس   | مرحلة المجموعات | نادي ليبرتاد           | 1–1  | 2-1  | الثاني        |
| 2017   | كأس ليبرتادوريس   | مرحلة المجموعات | سبورت بويز             | 2-0  | 3-1  | الثاني        |
| 2017   | كأس ليبرتادوريس   | دور الـ 16      | غريميو بورتو أليغرينزي | 0-1  | 1-2  | 1-3           |
| 2019   | كأس ليبرتادوريس   | مرحلة المجموعات | أوليمبيا أسونسيون      | 0–0  | 1-2  | الثاني        |
| 2019   | كأس ليبرتادوريس   | مرحلة المجموعات | نادي سبورتينغ كريستال  | 2-0  | 1–1  | الثاني        |
| 2019   | كأس ليبرتادوريس   | مرحلة المجموعات | جامعة كونسبسيون ‏       | 1–0  | 0–0  | الثاني        |
| 2019   | كأس ليبرتادوريس   | دور الـ 16      | نادي بالميراس          | 2-2  | 0-4  | 2-6           |

## المنافسات
يعتبر نادي أنديس تاليريس الرياضي منافس غودوي كروز الكلاسيكي، وهو دريربي كلاسيكي لم يتم لعبه منذ عام 1993، بفضل الترقيات «تومبا» وكارثة كرة القدم. "Azulgrana"، ويلعب غودوي كروز كلاسيكيات المقاطعات مع سان مارتين دي ميندوزا ونادي سبورتيفو إندبيندينتي ريفادافيا وخيمناسيا إسغريما دي ميندوزا، ويملك النادي منافسة مع سان مارتن دي سان خوان، الذي يلعب معه كويو كلاسيك.

## اللقب
يُطلق على غودوي كروز اسم تومبا وبوديغيرو في إشارة إلى نشاط بيع النبيذ في ديبورتيفو بوديجا أنطونيو تومبا، هو أحد الأندية المدمجة في النادي في عام 1921. يُطلق على النادي أيضًا اسم El Expreso (اكسبرس)، نظرًا لأن الملعب يقع بالقرب من السكة الحديد.

## الاعبين

### تشكيلة الفريق
آخر تحديث 14 نوفمبر 2020..
ملاحظة: تشير الأعلام إلى المنتخب الوطني على النحو المحدد في قواعد الأهلية للفيفا. قد يحمل اللاعبون أكثر من جنسية واحدة غير تابعة للفيفا.
| الرقم | البلد            | المركز | اللاعب                              |
| ----- | ---------------- | ------ | ----------------------------------- |
| 1     | الأرجنتين        | حارس   | روبرتو راميريز                      |
| 2     | الأرجنتين        | مدافع  | غونزالو غونيي                       |
| 3     | الأرجنتين        | مدافع  | ليونيل جونزاليس                     |
| 4     | الأرجنتين        | مدافع  | بابلو بينا                          |
| 5     | بيرو             | وسط    | ويلدير كارتاخينا                    |
| 6     | الأرجنتين        | مدافع  | يان إسكوبار                         |
| 7     | الأرجنتين        | مهاجم  | فيكتوريو راميس                      |
| 8     | الأرجنتين        | مدافع  | جبريل كاراسكو (معار من نادي لانوس)  |
| 9     | الأرجنتين        | مهاجم  | توماس بادالوني                      |
| 10    | الأرجنتين        | وسط    | فالنتين بورغوا                      |
| 11    | الأرجنتين        | وسط    | خليل ايليا                          |
| 12    | الولايات المتحدة | حارس   | ماتياس سوريا                        |
| 13    | الأرجنتين        | مهاجم  | ناهويل أولارياغا                    |
| 14    | الأرجنتين        | مدافع  | مارسيلو هيريرا (معار من نادي لانوس) |
| 15    | الأرجنتين        | مهاجم  | ماتياس غونزاليس                     |
| 16    | الأرجنتين        | وسط    | أوجستين منصور                       |
| 17    | الأرجنتين        | مهاجم  | مارتين أوخيدا                       |
| 18    | الأوروغواي       | مهاجم  | سانتياغو غارسيا                     |

| الرقم | البلد     | المركز | اللاعب                                     |
| ----- | --------- | ------ | ------------------------------------------ |
| 19    | الأرجنتين | وسط    | فابيان هينريكز                             |
| 20    | الأرجنتين | مهاجم  | آلان كانترو                                |
| 21    | الأرجنتين | مدافع  | غابرييل ألانس                              |
| 22    | الأرجنتين | مدافع  | جيانلوكا فيراري (معار من نادي سان لورينزو) |
| 23    | الأرجنتين | حارس   | نيلسون إيبانيز                             |
| 24    | الأرجنتين | مدافع  | زيد روميرو                                 |
| 25    | الأرجنتين | حارس   | خوان كروز بولادو                           |
| 26    | الأرجنتين | مدافع  | داميان بيريز                               |
| 27    | الأرجنتين | مهاجم  | سيباستيان لوموناكو                         |
| 28    | الأرجنتين | وسط    | رينزو تسوري                                |
| 29    | الأرجنتين | مدافع  | هوغو سيلفا                                 |
| 30    | الأرجنتين | وسط    | خوان أندرادا                               |
| 31    | الأرجنتين | وسط    | أغوستين ألفاريز                            |
| 32    | الأرجنتين | وسط    | جونزالو أبريجو                             |
| 33    | الأرجنتين | مهاجم  | إيزيكيل بولود                              |
| 34    | الأرجنتين | وسط    | لوتشيانو بيزارو                            |
|       | الأرجنتين | وسط    | فرانكو غونزاليس                            |

### اللاعبون المُعارون
ملاحظة: تشير الأعلام إلى المنتخب الوطني على النحو المحدد في قواعد الأهلية للفيفا. قد يحمل اللاعبون أكثر من جنسية واحدة غير تابعة للفيفا.
| الرقم | البلد     | المركز | اللاعب                                              |
| ----- | --------- | ------ | --------------------------------------------------- |
| —     | الأرجنتين | مدافع  | بريان ألفريز (معار إلى خيمناسيا إسغريما دي ميندوزا) |

| الرقم | البلد     | المركز | اللاعب                                    |
| ----- | --------- | ------ | ----------------------------------------- |
| —     | الأرجنتين | مدافع  | أوجستين أليو (معار إلى أرجنتينوس جونيورز) |

### لاعبين سابقين
- كارلوس مويا

## مباريات ودية
لعب غودوي كروز مباريات ودية ضد كل من الأندية المحلية ومن دول أخرى، ومن المباراة الودية التي لا تُنسى مباراة ضد نادي سانتوس في عام 1964، وانتهت المبارة بمشاركة نجم كرة القدم بيليه لصالح الفريق البرازيلي بنتيجة 3-2، كما لعب ضد يونيفرسيداد دي تشيلي، وحقق "إكسبريسو انتصار بنتيجة 3-0، ومباراة أخرى ضد إشبيلية في عام 1990، حقق فيها فريق ميندوزا الفوز بنتيجة 2-1، وهُزم في مباراة أخري بنتيجة 5- صفر على يد ناسيونال دي مونتيفيديو في عام 2007، كما لعب جودوي كروز عدة مباريات ودية ضد منتخبات وطنية مثل الأرجنتين في عام 1969، وتشيلي في عام 1970، وبولندا في عام 1977.
كان مصدر فخر تاريخي لمشجعي الفريق الفوز في مباراتين وديتين ضد عمالقة الأرجنتين: هزموا بوكا جونيورز 4-0 في عام 1965، وهزموا ريفر بليت بنفس النتيجة في عام 1997. فاز غودوي كروز بنسخة صيف 2009 من الكأس الخماسية الودية المعروفة باسم كوبا سيوداد دي تانديل بعد فوزه على تشاكاريتا جيونيورز وكيلمس بركلات الترجيح.

## المدربين
- هامبرتو جروندونا (1996–98)
- لويس مانويل بلانكو (2002)
- بيدرو تروليو (2004)
- خوان مانويل ليوب (5 أبريل 2005–30 يونيو 2007)
- سيرخيو باتيستا (1 يناير 2007–1 سبتمبر 2007)
- دانيال أولدرا (2007–08)
- دييغو كوكا (1 أكتوبر 2008–1 ديسمبر 2009)
- إنزو تروسيرو (8 نوفمبر 2009–31 ديسمبر 2009)
- عمر أسد (1 يناير 2010–31 ديسمبر 2010)
- خورخي دا سيلفا (15 ديسمبر 2010–18 ديسمبر 2011)
- نيري ألبرتو بومبيدو (24 ديسمبر 2011–16 أبريل 2012)
- عمر أسد (19 أبريل 2012––18 نوفمبر 2012)
- مارتن باليرمو (21 نوفمبر 2012–6 ديسمبر 2013)
- خورخي ألميرون (9 ديسمبر 2013–18 يوليو 2014)
- كارلوس عمدة (19 يوليو 2014–8 أكتوبر 2014)
- دانيال أولدرا (9 أكتوبر 2014–14 يونيو 2015)
- غابرييل هاينزه (2015)
- دانيال أولدرا (2015)
- سباستيان منديز (1 ديسمبر 2015–16 ديسمبر 2016)
- لوكاس برناردي (20 ديسمبر 2016–5 يوليو 2017)
- موريسيو لارييرا (12 يوليو 2017–5 ديسمبر 2017)[7]
- دييغو دابوف (14 ديسمبر 2017-9 ديسمبر 2018)
- مارسيلو غوميز (28 ديسمبر 2018-24 فبراير 2019)
- لوكاس برناردي (2 مارس 2019-20 أغسطس 2019)
- خافيير باتالانو (20 أغسطس 2019-سبتمبر 2019)
- دانيال أولدرا (سبتمبر 2019-5 ديسمبر 2019)
- ماريو شاكوا (6 ديسمبر 2019-15 مايو 2020)[8]
- دييغو مارتينيز (27 مايو 2020-)

## ملعب
الملعب الرسمي للنادي هو ملعب فيليسيانو غامبارتي الذي افتتح في عام 1959. استخدام آخر مرة للمباريات التي يديرها الاتحاد الأرجنتيني لكرة القدم في عام 2004، عندما استضاف نادي تيرو فيديرال، إنتهت المبارة بالتعادل 0-0. طبق الاتحاد الأرجنتيني لكرة القدم تغييرات على كتاب قواعد مسابقة "Reglamento General" في عام 2005، مما أدى إلى عدم استيفاء ملعب النادي للمعايير الجديدة المشار إليها في المادة 74، واستأجر النادي منذ ذلك الحين ملعب مالفيناس أرجنتيناس الإقليمي لإستخدامه في المباريات.
بدأت مجموعة من المشجعين بدعم من مجموعة من الشخصيات الإعلامية المحلية حملات غير متكررة منذ عام 2014 لبدء تجديد ملعب النادي، في محاولة للحصول على شهادة الاتحاد الأرجنتيني، وأنجزت هذه الحملات حتى هذا التاريخ إصلاح وإعادة طلاء المدرجات، بالإضافة إلى بعض التجديدات العامة لهياكل السقف، وصناديق الضغط، ومحيط العشب.

## مرافق التدريب في كوكيمبيتو
النادي يمتلك 12 هكتارا في منطقة كوكيمبيتو الريفية في مايبو، تتضمن غرف لاعبين على طراز الفنادق، ومكتبة وسائط متعددة لأبحاث الفريق، وغرف الصحافة، و 11 ملعب منفصلاً بأبعاد مختلفة، وهي واحدة من أكبر مرافق التدريب من هذا النوع في الأرجنتين خارج بوينس أيريس.

## الإنجازات

### الوطني
- بريميرا ب ناسيونال (2) : Apertura 2005  [لغات أخرى]‏ ، 2005–06

### إقليمي
- البطولة الإقليمية (1) 1993-94
- دوري كرة القدم ميندوزا (12) : 1944، 1947، 1950، 1951، 1954، 1968، Ap.1987، Ap1989 ، 1989، 1990، Cl.1993، Ap.1993.